# 肉质虎耳草
肉质虎耳草（学名：Saxifraga carnosula），为虎耳草科虎耳草属下的一个植物种。